# Ronde van Burgos (mannen)
De Ronde van Burgos (in het Spaans: Vuelta a Burgos) bij de mannen werd in 1946 voor het eerst verreden met in 1947 de tweede editie, beide vonden in juli plaats. De opvolgende koers werd van 29 september-3 oktober 1981 verreden en werd vervolgens jaarlijks in augustus gereden. De wedstrijd maakte deel uit van de UCI Europe Tour in de 2.HC-categorie en vanaf 2020 van de UCI ProSeries-kalender als een 2.Pro-wedstrijd.

## Erelijst

### Meervoudige winnaars
| Overwinningen | Renner             | Jaren                  |
| ------------- | ------------------ | ---------------------- |
| 4             | Marino Lejarreta   | 1986, 1987, 1988, 1990 |
| 2             | Abraham Olano      | 1998, 1999             |
| 2             | Alejandro Valverde | 2004, 2009             |
| 2             | Nairo Quintana     | 2013, 2014             |
| 2             | Iván Sosa          | 2018, 2019             |
| 2             | Mikel Landa        | 2017, 2021             |

### Overwinningen per land
| Overwinningen | Land                                                        |
| ------------- | ----------------------------------------------------------- |
| 30            | Spanje                                                      |
| 5             | Colombia                                                    |
| 3             | Frankrijk, Zwitserland                                      |
| 1             | België, Estland, Italië, Mexico, Slovenië, Verenigde Staten |

Mannen:
1946 · 1947 · 1948–1980 · 1981 · 1982 · 1983 · 1984 · 1985 · 1986 · 1987 · 1988 · 1989 · 1990 · 1991 · 1992 · 1993 · 1994 · 1995 · 1996 · 1997 · 1998 · 1999 · 2000 · 2001 · 2002 · 2003 · 2004 · 2005 · 2006 · 2007 · 2008 · 2009 · 2010 · 2011 · 2012 · 2013 · 2014 · 2015 · 2016 · 2017 · 2018 · 2019 · 2020 · 2021 · 2022 · 2023 · 2024 · 2025
Vrouwen:
2015 · 2016 · 2017 · 2018 · 2019 · 2020 · 2021 · 2022 · 2023 · 2024 · 2025